# 석불초등학교
석불초등학교는 대한민국 전북특별자치도 익산시에 있는 공립 초등학교이다.

## 학교 연혁
- 1964.06.15 삼기초등학교 석불분교장 인가
- 1964.11.05 3학급 편성
- 1967.03.01 석불초등학교 설립 인가
- 1967.04.10 7학급 편성 개교
- 1970.03.01 12학급 편성
- 1984.03.05 병설유치원 개원
- 1992.03.01 6학급 편성
- 2005.03.01 전라북도교육청 지정 환경교육시범학교 지정(2년간)
- 2005.12.30 전라북도교육청 학교종합평가 결과 경영실적 우수학교로 선정(교육감표창)
- 2006.09.28 전라북도교육청지정 환경교육시범학교 운영 2차년도 보고회
- 2006.12.30 익산교육청 장학지도 결과 학교경영우수학교로 선정(교육감표창)
- 2007.02.26 환경부 주관 도지정 시범학교 전국 최우수 학교로 선정(환경부장관표창)
- 2012.02.10 제43회 졸업 10명(졸업생 총 1,927명)
- 2013.02.15 제44회 졸업 5명(졸업생 총 1,932명)
- 2013.09.01 제16대 박수훈 교장 부임
- 2015.02.13 제46회 졸업 6명(졸업생 총 1,943명)
- 2015.03.01 제17대 전정선 교장 부임

## 참고 자료
- 석불초등학교 - 한국교육학술정보원 학교알리미